# Jean Amila
Jean Amila o John Amila, Jean Mekert, pseudonimi di Jean Meckert (Parigi, 24 novembre 1910 – Vaux-sur-Lunain, 6 marzo 1995) è stato uno scrittore e dialoghista francese.

## Biografia
Esercitò numerosi piccoli mestieri prima di dedicarsi alla letteratura. Il suo primo romanzo Les coups (1941), sotto il nome di Jean Mekert, fu notato da Gide e Queneau. Il romanzo mette in scena persone ordinarie alle prese con le difficoltà della società. Nel 1950, su richiesta di Marcel Duhamel, direttore della Série noire, si lanciò, con lo pseudonimo di John Amila, nella letteratura poliziesca. Una ventina di romanzi videro la luce nella Série Noire, tra cui: La lune d'Omaha, Noces de soufre, Pitié pour les rats (1964), Le boucher des Hurlus (1982). Nel 1971, La vierge et le taureau, romanzo scritto dopo un soggiorno a Tahiti, denunciò gli esperimenti atomici e batteriologici. Jean Amila fu vittima di una grave aggressione, forse in seguito alla pubblicazione di questo romanzo, e soffrì per parecchi anni di amnesia parziale. I suoi libri sono tutti imbevuti di uno spirito libertario e antimilitarista.

## Opere

### Fantascienza
- La ville de plomb
- Le 9 de pique

### Polizieschi
- Nous Avons les Mains Rouges (1947)
- Y'a pas de Bon Dieu ! (1950)
- Motus ! (1953)
- La Bonne Tisane (1955)
- Sans Attendre Godot (1956)
- Le Drakkar (1959)
- Les Loups dans la Bergerie (1959)
- Jusqu'à Plus Soif (1962)
- La Lune d'Omaha (1964)
- Noces de Soufre (1964)
- Pitié pour les Rats (1964)
- Les Fous de Hong-Kong (1969)
- Le Grillon Enragé (1970)
- Contest-Flic (1972)
- La Nef des Dingues (1972)
- Terminus Iéna (1973)
- A Qui ai-je l'Honneur ?.. (1974)
- Le Pigeon des Faubourgs (1981)
- Le Chien de Montargis (1983)
- Langes Radieux (1963)
- Au Balcon d'Hiroshima (1985)

### Storici
- Le Boucher des Hurlus

### Dialoghi di film
- Nous sommes tous des assassins (Siamo tutti assassini), 1952